# Placca baltica
La placca baltica era un'antica placca tettonica della litosfera terrestre esistente dal periodo Cambriano fino al Carbonifero. 

## Caratteristiche
La placca baltica entrò in collisione circa 280 milioni di anni fa con l'antico continente Siberia, dando luogo alla formazione dei monti Urali. Alla fine della collisione e dopo la completa formazione degli Urali, la placca baltica si fuse con la placca euroasiatica.
La placca baltica racchiudeva al suo interno l'antico continente Baltica e lo Scudo baltico, ora localizzato tra Norvegia, Svezia e Finlandia.